# Matrimonio mistico di santa Caterina d'Alessandria (Parmigianino Parigi)
Il Matrimonio mistico di santa Caterina d'Alessandria è un dipinto a olio su tavola (20x27 cm) del Parmigianino, databile al 1529 circa e conservato nel Museo del Louvre a Parigi.

## Storia
Acquisizione recente del museo parigino, del 1992, su dono delle Société des amis du Louvre, l'opera, incompiuta, è in genere datata al periodo bolognese dell'artista o tutt'al più a qualche anno prima, durante il soggiorno romano. In precedenza aveva fatto parte della collezione di don Gaspar Mendez de Haroy Guzman, ambasciatore di Spagna a Roma, dal 1683 al 1687. Passò poi a Giovanni Battista Sommariva e, dal 1823, a Frédéric Reiset.
Si conoscono varie copie antiche della tela: una al Museo Pushkin di Mosca, una a Modena già nella collezione Campori, una passata in asta nel mercato antiquario londinese il 19 aprile 1994, da Phillips.

## Descrizione e stile
La composizione si svolge in orizzontale con le figure a metà, riprendendo uno schema dei pittori veneti. Al centro Maria tiene in braccio il Bambino, che si volge a sinistra a infilare l'anello all'anulare di santa Caterina d'Alessandria, mentre a sinistra si vede una figura maschile con libro, forse san Giuseppe. Quest'ultimo intendeva forse ricordare l'effigie del committente, da alcuni indicato nell'artista Valerio Belli.
I personaggi sono definiti solo sommariamente nelle silhouettes, su una base color terra che maschera a malapena il supporto ligneo. Il volto della Madonna, che ricorda la Madonna Aldobrandini di Raffaello, è invece quasi finito, così come l'albero fronzuto sullo sfondo e una brano del paesaggio, compreso il cielo. La cromia e la rapidità della pennellata conferma la vicinanza a opere bolognesi come la Madonna di Santa Margherita.